# Tayeb Salih
Tayeb Salih (àrab: الطيب صالح, aṭ-Ṭayyib Ṣāliḥ) (Karmakol, prop de la vila d'Al Dabbah, 12 de juliol de 1929 – Londres, 18 de febrer de 2009) fou un escriptor sudanès.
La seva obra Màwsim al-hijra ila aix-Xamal (Època de migració al Nord) el convertí en el més gran novel·lista sudanès i en un dels més grans escriptors àrabs contemporanis. La seva producció gira al voltant de la fusió entre el món occidental i el món oriental i en la complexitat de les relacions personals, que tracta amb una gran originalitat i amb una narrativa àgil i un llenguatge poètic i metafòric. En les seves obres els personatges representen cultures diferents que es barregen de forma apassionada i turbulenta. Les seves novel·les manifesten les seves arrels islàmiques, al mateix temps que reflecteixen la seva experiència en l'ambient rural de l'Àfrica pre i postcolonial. En les seves obres també tracta la responsabilitat individual de trobar un equilibri entre les contradiccions personals.
Les seves obres han estat traduïdes a més de trenta idiomes, inclosa la seva obra mestra Època de migració al Nord, que ha convertit Tayeb Salih en un important referent dins la literatura àrab contemporània, gràcies a la seva forma i el seu tema: «Saleh pertany a una generació que va viure els últims anys de domini colonial i el ressorgiment dels estats àrabs, de l'entusiasme del nacionalisme àrab i de la decepció i frustració resultant del col·lapse després de la Guerra dels Sis Dies. Tots aquests elements es reflecteixen clarament en les seves obres.»

## Biografia
Va néixer el 1929 a Kamakol, a la província de Dongola, situada al nord del Sudan. Provenia d'una família de petits agricultors i la seva primera intenció era dedicar-se a l'agricultura. Finalment, però, deixà el seu poble natal per anar a estudiar a Khartum i posteriorment a Londres, trencant així la tradició familiar. El 1953 va esdevenir director del Departament d'àrab de la BBC a Londres i compaginà aquesta activitat amb la creació literària i la seva contribució setmanal al diari àrab amb seu a Londres Al-Majalla. Posteriorment, treballà en la Radiotelevisió i al Ministeri d'Informació de Qatar. Els últims deu anys de la seva carrera els dedicà a treballar per la UNESCO a París i en fou el representant als Estats del Golf.

## Obra literària

### Característiques
La seva carrera literària data de principis de la dècada del 1960. Fou escriptor de relats que van ser publicats a revistes i en col·leccions àrabs de contes. El 1962 va escriure La Boda de Zein, publicada el 1966. La seva obra més coneguda, Època de Migració al Nord, va ser escrita entre el 1962 i 1966 i publicada el 1966. Els temes recurrents tractats per l'escriptor són la relació Nord-Sud i el conflicte Occident-món àrab.
Tracta constantment temes de relacions sexuals i amoroses conflictives així com temes polítics, fent referència a la imatge negativa del govern que tenen els habitants de l'entorn rural del Sudan. Una barreja de ficció i realitat caracteritza la seva obra, on els elements de la naturalesa també hi són presents, especialment el riu Nil, que travessa la petita aldea sudanesa de Wad Hamad, escenari de gran part de les seves novel·les, a la província de Shamiyat, al nord del Sudan. Es tracta d'una àrea islamitzada i arabitzada que contrasta amb el sud del Sudan, on predominen creences de tipus animista amb zones d'influència cristiana.
El seu estil és senzill, amb frases curtes on hi ha una abundància de signes de puntuació i sense estructures complexes. Fa servir sovint diàlegs i monòlegs amb anècdotes i vivències dels personatges, la qual cosa facilita una gran mobilitat en la narració, que li permet retrocedir al passat i retornar al present amb fluïdesa.

## Obres
موسم الهجرة إلى الشمال (Màwsim al-hijra ila aix-Xamal) - Època de migració al Nord
Escrita el 1966, l'obra narra la història d'un home que retorna a la petita aldea natal sudanesa de Wad Hamad, després de completar els seus estudis a Europa durant set anys, entusiasmat per contribuir a la nova vida postcolonial del seu país. Allí redescobreix la seva gent i retorna a les seves arrels gràcies a la presència misteriosa de Mustafa Sa'id, un estranger entre els habitants d'un poble on tothom es coneix, que va néixer a Khartum però fou educat a Oxford, de la mateixa manera que l'autor. El narrador esdevé el confident de l'estranger i li explica la història dels anys que va passar a Londres, on destacaren la seva carrera brillant com a economista i les relacions turbulentes amb dones europees. Els dos homes trobaran punts en comú en les seves experiències a l'estranger i en l'amor cap a la mateixa dona. Aquesta novel·la tracta sobre el contacte entre dues cultures, que s'atrauen i es rebutgen, es temen i s'admiren. Hi trobem reflectit la força i el misteri de la barreja àrabo-africana i es fan constants referències a les conseqüències de la colonització i els problemes de la posterior descolonització, que impliquen la recerca d'una nova identitat.
La novel·la va ser publicada en primer lloc a Beirut el 1966 i va esdevenir un èxit immediat, per la qual cosa l'Acadèmia Literària Àrab de Damasc la va declarar el 2001 «la novel·la àrab més important del segle xx». Va estar prohibida al Sudan durant uns anys, malgrat la fama mundial que li va aportar a l'escriptor. La novel·la es va adaptar al teatre i l'obra va ser dirigida per Ouriel Zohar.
Segons Waïl S. Hassan, en aquesta obra es manifesta l'impacte traumàtic de la seva pròpia «experiència de dislocació física, emocional i cultural, a la vegada que enllaça l'escriptor amb el personatge central».
Algunes altres obres
- دومة ود حامد (Dúmat wad Hàmid) (1960).
- عرس الزين (Urs az-Zayn) - La boda de Zein (1964).
- ضو البيت .بندر شاه (Daw al-bayt. Bandarxah) (1971).
- II مريود .بندر شاه (Maryud. Bandarxah II) (1976).
- نخلة على الجدول (Nakhla ala al-Jàdwal).
- منسي إنسان نادر على طريقته (Mansí insan nàdir ala taríqatihi).

## Premi Yearly Award
Fou promogut per Tayeb Salih i organitzat pel Centre Cultural Abdelkarim Mirghani a Omdurman, al Sudan. Sorgí de la iniciativa d'un grup d'amics i seguidors de Tayeb Salih, que van organitzar un comitè per homenatjar-lo el 1998. Aquest comitè va recaptar 20.000 dòlars per l'ús personal de l'autor. Ell va expressar el seu desig d'utilitzar aquests diners pel llançament d'una iniciativa cultural que donés suport a la vida literària del Sudan. Es va crear el Yearly Award, i el Consell Directiu del Centre Cultural Abdelkarim Mirghani va establir una secretaria independent per administrar el guardó i organitzar les activitats relacionades. En l'actualitat, un comitè d'escriptors i acadèmics del Sudan rep i avalua les novel·les participants i selecciona els guanyadors anunciats el dia 21 d'octubre de cada any. El Centre Cultural publica els títols guanyadors. Amb la Cerimònia del Premi se celebra habitualment una conferència sobre diferents aspectes de la literatura sudanesa.
L'any 2003 es va celebrar la primera edició del Premi, i el Centre Cultural Abdelkarim Mirghani va promoure un altre premi anomenat Tayeb Salih Short Story Writing Prize for Youth (en català "Premi Tayeb Salih de Novel·la curta per a joves")
Any rere any el Premi ha anat adquirint cada cop més importància i ha traspassat les fronteres, amb la participació d'escriptors procedents de tot el món.